# Te busqué
"Te busqué" (em português: "Busquei-te") é uma canção pop escrita pela cantora luso-canadiana Nelly Furtado e pelos músicos colombianos Juanes e Lester Mendez para o terceiro álbum de Furtado, Loose de 2006. Ela tem participação de Juanes e foi lançada com o quarto single na América Latina, aonde chegou à posição de número sete em 2006, se tornando seu único single top 10 a aparecer na região desde a criação do Latin America Top 40 em Maio de 2004. A canção foi lançada como quinto single do álbum na Alemanha.

## Lista de faixas
German 2-Track Single
1. "Te Busqué" (Versão em inglês) — 3:38
2. "Te Busqué" (Versão em espanhol) — 3:39

German 4-Track Single
1. "Te Busqué" (Versão em inglês) — 3:38
2. "Te Busqué" (Versão em espanhol) — 3:39
3. "Runaway" — 4:16
4. "Say It Right" (Reggae Main Mix com a participação de Courtney John) — 4:00

## Créditos
Créditos adaptados do álbum Loose.
- Nelly Furtado – vocais
- Lester Méndez – produtor, instrumentação
- Juanes – guitarra, violão
- Ramón Stagnaro – guitarra, violão
- Daniel Stone – percussão
- Luis Orbegoso – percussão
- Joe Wolhmuth – engenharia, gravação
- João R. Názario – engenharia, gravação
- Dave Pensado – mixagem
- Gravado em Cubejam e The Hit Factory, Miami, Florida; The Orange Lounge, Toronto, Ontario, Canadá
- Mixado em Larabee North Studios, North Hollywood, California

## Posições
| Parada (2006)                                  | Melhor posição |
| ---------------------------------------------- | -------------- |
| O campo songid é OBRIGATÓRIO PARA PARADA ALEMÃ | 16             |
| Áustria (Ö3 Austria Top 75)                    | 25             |
| Chile (Chilean Top 100)                        | 11             |
| Espanha (PROMUSICAE)                           | 1              |
| Europa (Billboard European Hot 100 Singles)    | 52             |
| Países Baixos (Single Top 100)                 | 11             |
| México (AMPROFON)                              | 38             |
| Suíça (Schweizer Hitparade)                    | 79             |
| Rússia (EMI)                                   | 17             |
| Estados Unidos (Billboard Latin Pop Airplay)   | 24             |
| Venezuela (Record Report)                      | 7              |